# Cissura decora
Cissura decora är en fjärilsart som beskrevs av Walker 1854. Cissura decora ingår i släktet Cissura och familjen björnspinnare. Inga underarter finns listade i Catalogue of Life.